# Estación 9 de Julio (Sarmiento)
9 de Julio es una estación ferroviaria de la ciudad de Nueve de Julio, partido homónimo, provincia de Buenos Aires, Argentina.
La estación corresponde al Ferrocarril Domingo Faustino Sarmiento de la red ferroviaria argentina y se encuentra a 260,9 km de la estación Once.

## Servicios
El 11 de febrero de 2020, la empresa Trenes Argentinos Operaciones envió un tren de prueba a la Estación Carlos Casares realizando parada en esta estación.
Esta estación está contemplada como parada intermedia, cuando se realice la extensión hasta Pehuajó.
En octubre de 2021 finalizaron varios trabajos de infraestructura en la estación (mampostería, pintura, electricidad, etc) para que en enero de 2022 se reestablezca el servicio, después de 6 años.
No presta servicio de pasajeros desde octubre de 2024.
Sus vías están concesionadas a la empresa de cargas Ferroexpreso Pampeano.

## Imágenes

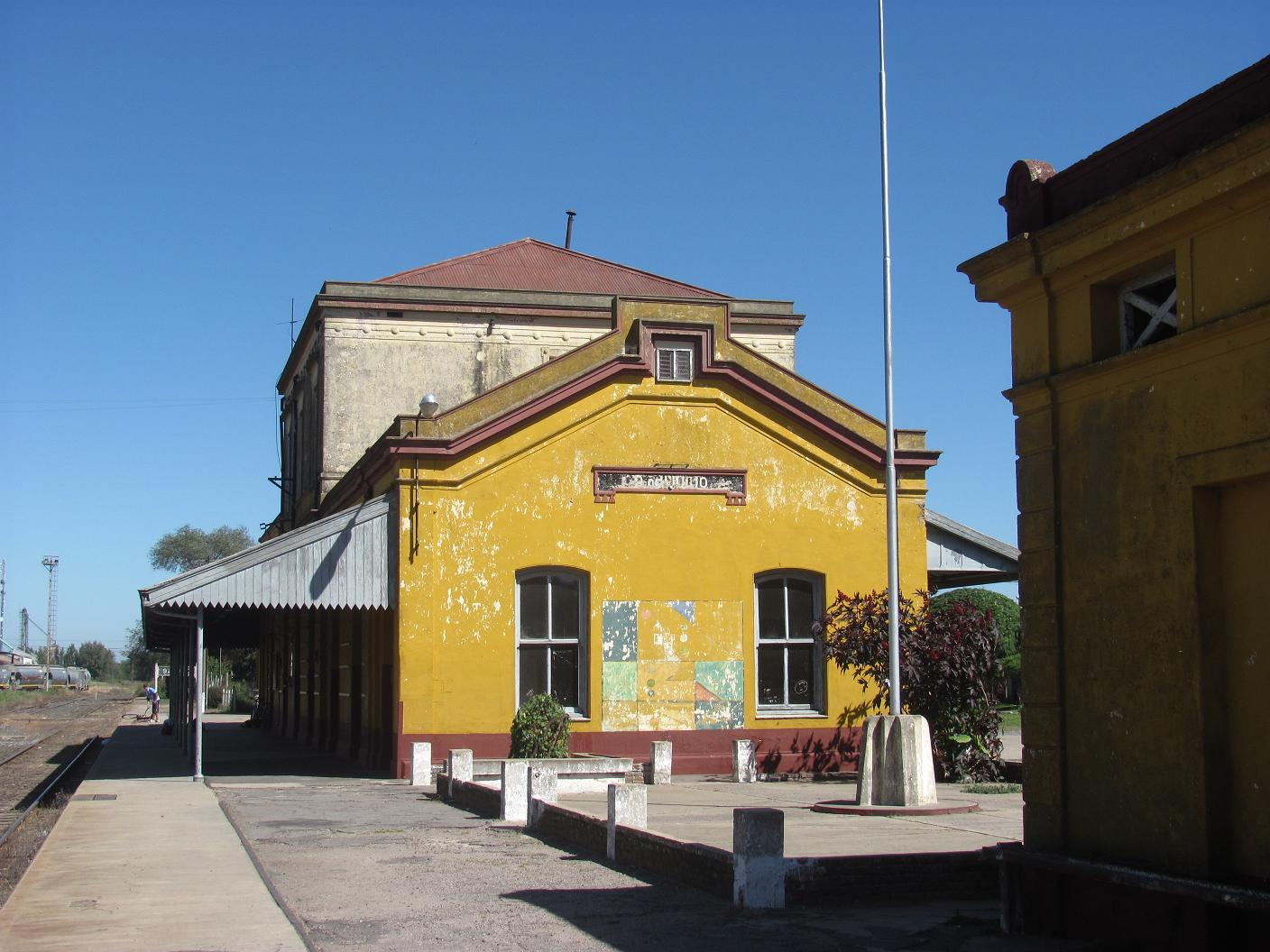
Estación